# Haytham Tambal
Haytham Kamal Tambal (Omdurman, 28 novembre 1978) è un ex calciatore sudanese, di ruolo attaccante.

## Palmarès

### Club

#### Competizioni nazionali
- Sudan Premier League: 6

Al-Hilal Omdurman: 2003, 2004, 2005, 2006
Al-Merrikh: 2008, 2011
- Sudan Cup: 5

Al-Hilal Omdurman: 2002, 2004
Al-Merrikh: 2007, 2008, 2010